# ویلر
ویلر (به انگلیسی: Vayalar) یک روستا در هند است که در بخش الاپوژا واقع شده‌است.

## خصوصیات
ویلر ۱۴٫۴۴ کیلومترمربع مساحت و ۲۲٬۳۸۴ نفر جمعیت دارد و ۳ متر بالاتر از سطح دریا واقع شده‌است.